# 晴海客船ターミナル
晴海客船ターミナル（はるみきゃくせんターミナル）は、東京都中央区晴海に所在した東京港のフェリーターミナルの一つ。1991年（平成3年）5月23日、東京港開港50周年を記念して、東京の海の玄関として開業。東京港埠頭株式会社が運営を手掛けた。設計は竹山実。
2022年（令和4年）2月20日をもって閉館となり、建物の解体準備のため敷地は閉鎖された（閉館の理由は後述）。

## 概要
1964年東京オリンピックを機に開設された鉄筋2階建ての晴海船客待合所を、東京臨海副都心整備事業の一環で建て替えてオープンした。
晴海埠頭の南端に位置する。鉄筋コンクリート造6階建て、延べ17,638平方メートル。屋上に展望台がある。また、敷地内に海上保安庁晴海信号所がある。

### 東京港のシンボル
東京港のシンボルとして知られた。
毎年5月には、晴海客船ターミナルをメイン会場として「東京みなと祭」が開催された。これは1941年（昭和16年）5月20日に国際貿易港として開港した東京港の開港記念日を祝して行われるものである。
東京都立晴海ふ頭公園に隣接し、『仮面ライダーシリーズ』や『ウルトラマン』、『特捜エクシードラフト』のエクシードラフト本部など特撮作品やテレビドラマのロケ地としても数多く使われた。

### 閉館
国際クルーズ路線に対応した出入国管理設備を備えていたが、1993年（平成5年）に落成したレインボーブリッジ（橋桁高52メートル）より内側にあることから、パナマックスサイズの大型クルーズ客船の寄港は不可能であり、客船が大型化する傾向から、外国客船の寄港地は横浜港に取って代わられた。当時の象徴的な大型客船であるクイーン・エリザベス2 (QE2) が干潮時にぎりぎり通れる設計であったが、実際にQE2がレインボーブリッジをくぐることはなかった。
このため、東京都港湾局は2020年東京オリンピック・パラリンピックに合わせて、2020年（令和2年）9月（当初は6月を予定）、江東区青海に新ターミナルである東京国際クルーズターミナルをオープンさせ、これに伴い2022年（令和4年）2月20日を以って晴海客船ターミナルは閉館した。跡地は晴海ふ頭公園の一部や、東京国際クルーズターミナル第2バース設置までの代替の客船受け入れ施設に整備活用する予定としている。

## 東京港の客船ターミナル
- 東京港客船ターミナル
- 竹芝客船ターミナル
- 青海客船ターミナル
- 有明客船ターミナル
- 東京国際クルーズターミナル